# Pythonichthys macrurus
Pythonichthys macrurus är en fiskart som först beskrevs av Regan 1912.  Pythonichthys macrurus ingår i släktet Pythonichthys och familjen Heterenchelyidae. Inga underarter finns listade i Catalogue of Life.
Arten förekommer i östra Atlanten från Sierra Leone till Angola.